# Dusona nigritegula
Dusona nigritegula là một loài tò vò trong họ Ichneumonidae.